# Lago de Moron
O Lago Moron é um lago formado pelo represamento do rio Doubs, na fronteira entre a França e a Suíça. Este lago pode ser alcançado a partir de Les Planchettes ou de Les Brenets no cantão de Neuchâtel, Suíça e de Le Barboux no departamento de Doubs, França.
O reservatório que dá forma a este lago tem um volume de 20,6 milhões m³, sendo a sua superfície de 0,69 km². A barragem em arco Châtelot foi concluída em 1953.